# 偶然という名の必然
「偶然という名の必然」（ぐうぜんというなのひつぜん）は、2005年2月16日にリリースされた、ロードオブメジャーのメジャー2枚目のシングルであり、通算5枚目のシングルである。

## 概要
- ロードオブメジャーとしては過去最短の前作から3ヶ月でのリリース。
- サブタイトルのようなものがついておりCDのシールや告知用ポスターに「～今、自分の存在を考える時･･･～」というものである。
- PVはマイナス25℃の冷蔵庫での撮影となっている。さらにこのプロモーションビデオから歌詞の字体が変わったり、ラストサビでは字が赤くなる（途中から字体の色が変わるのはこのPVのみ）。
- 「偶然という名の必然」、「月の葉書」は2ndアルバム『ROAD OF MAJOR II』、ベストアルバム『GOLDEN ROAD 〜BEST〜』に収録されている。

## 収録曲
全編曲：ロードオブメジャー
1. 偶然という名の必然
作詞・作曲：北川賢一
  - 「汐留スタイル!」テーマソング
2. 月の葉書
作詞・作曲：北川賢一
  - 国民健康保険中央会「愛知県国民健康保険」CMテーマソング（愛知県限定）
3. Sidewinder
作曲：近藤信政
インスト曲。
4. 偶然という名の必然（instrumental）
作曲：北川賢一

## その他
- 「偶然という名の必然」は「GuitarFreaksV3」と「DrumManiaV3」の提供曲（SHORT Ver）として初収録。なお、この曲の収録以前に「大切なもの」のカバー版が収録されているため、同じロードオブメジャーの楽曲でありながら本人歌唱とカバーの両方が収録されている。